# Cinerama Adventure
Cinerama Adventure è un film documentario del 2002 di 96 minuti, scritto e diretto da David Strohmaier. Distribuito in DVD dalla Warner Home Video.

## Trama
Il film racconta la nascita del Cinerama, avvenuta nel 1952 con il film Questo è il Cinerama (This is Cinerama), e la realizzazione di uno dei primi film live action La conquista del West (How the West Was Won) a dieci anni di distanza, nel 1962 e la sua progressiva scomparsa a causa dei notevoli costi di produzione e, soprattutto, di distribuzione.
Con anticipo di 3 mesi rispetto alla uscita in sala de La conquista del West (avvenuta il 1/11/1962), il film Avventura nella fantasia (la cui prima fu il 7/8/1962) si aggiudica il primato di essere il primo film live action in Cinerama.